# Hunsanahalli, Kanakapura
Hunsanahalli là một làng thuộc tehsil Kanakapura, huyện Ramanagara, bang Karnataka, Ấn Độ.